# Áno Aprovátou
Áno Aprovátou (grec moderne : Άνω Απροβάτου) est une localité située dans le dème d'Ándros, dans le district régional d'Ándros, dans la périphérie d'Égée-Méridionale, en Grèce.
Selon le recensement de 2021, elle compte 57 habitants.